# بعرین
بعرین (به عربی: بعرین) یک روستا در سوریه است که در استان حماه واقع شده‌است. بعرین ۵٬۵۵۹ نفر جمعیت دارد و ۴۰۰ متر بالاتر از سطح دریا واقع شده‌است.